# Васана
Васана (санскр. वासना, IAST: Vāsanā) (от vas — «придавать благоухание», «ароматизировать», «пропитывать запахом» или «пребывать», «проживать») — «впечатление», «предустановка», сила привычки, склонность к определённому поведению, термин в индуизме и буддизме, который означает действие потенциальных факторов в механизме кармы и сансары.
В системе санкхья васаны (склонности из прошлых жизней) и самскары (впечатления) находятся в буддхи и оживают в подходящих условиях[уточнить].

## В буддизме
Васаны сравниваются с веществом, которое окрашивает ткань, или ароматом, который остаётся после удаления источающего его объекта.
В буддизме васана — это отпечаток, который действие оставляет в момент своего осуществления и который может послужить основой для осуществления последствий. Васаны способствуют бесконечному повторению аналогичного опыта и сансарному существованию.

## В йоге
Свами Сатьянанда Сарасвати описывает васаны как проявившиеся либо потенциальные желания, из которых состоит ум. Процесс накопления васан бесконечен и формирует тонкое причинное тело — васанадеха, причиной же их возникновения являются клеши. Несмотря на то, что тенденции ума создаются васанами, его действие направлено на служение пуруше.

## Разновидности васан
В философии йогачара:
- васаны речи (абхилапа-васаны) — отражают влияние языка на все формы познавательной активности
- васаны эгоцентрической установки (атма-дришти-васаны) — объясняют подсознательное ощущение собственной идентичности
- васаны существования (бхаванга-васаны) — в учении йогачара считалось, что внешний мир не существует вне опыта живых существ.